# Plaisir du théâtre
Fondé par Marcel Nahmias en 1972, Plaisir du théâtre est un prix récompensant une personnalité du monde théâtral pour sa carrière.
Marcel Nahmias a également fondé en 1989 le prix Jean-Jacques-Gautier récompensant de jeunes talents.

## Lauréats du prix
- 1972 : Judith Magre
- 1974 : Jean-Claude Grumberg
- 1975 : Laurent Terzieff
- 1979 : Jean-Louis Barrault
- 1981 : Václav Havel
- 1982 : Pierre Dux
- 1984 : Pierre Dux
- 1995 : Henri Virlogeux
- 1999 : Michel Bouquet
- 2001 : Jean-Michel Ribes
- 2002 : André Dussollier
- 2004 : Jorge Lavelli
- 2005 : Pierre Debauche
- 2007 : Michel Galabru
- 2008 : James Thierrée
- 2009 : Emmanuel Demarcy-Mota
- 2010 : Jean-Pierre Vincent
- 2011 : Dominique Blanc
- 2012 : Fabrice Luchini[1]
- 2013 : Émilie Valantin
- 2014 : Gérard Desarthe[2]
- 2015 : Joël Pommerat
- 2016 : Philippe Caubère
- 2017 : Bartabas[3]
- 2018 : Alain Françon[4]
- 2022 : Laurent Pelly[5]